# Sankt Lars katolska kyrka, Uppsala
Sankt Lars kyrka är en romersk-katolsk kyrkobyggnad i Uppsala. Den tillhör Sankt Lars katolska församling och Stockholms katolska stift. Kyrkans namn kommer av helgonet Sankt Lars, vilken också är kyrkans skyddshelgon.
Efter Uppsala möte hade Uppsala ingen katolsk kyrka fram till 1900-talet och katolska högtider firades endast i privata hem. Under 1930-talet återkom behovet av en katolsk kyrka i Uppsala och 1943 grundades Uppsalas första katolska kapell sedan reformationen. 1985 invigdes Sankt Lars kyrkocentrum och kyrkobyggnaden och den ritades av arkitekt István Illes. Församlingen samlar drygt 4 000 medlemmar från cirka 75 olika länder.
Ordenssällskapet Missionssystrarna av Marie heliga namn har sitt kloster Mariero beläget intill kyrkan, och Mariasystrarna är även Sankt Lars kyrkas församlingssystrar. 
Kyrkan samarbetar nära med det i Uppsala belägna Newmaninstitutet. Newmaninstitutet är en högskola i Uppsala för studier i teologi, filosofi och kultur inspirerad av den engelske tänkaren, författaren och kardinalen John Henry Newman (1801–1890). En del av utbildningen i filosofi och teologi för blivande katolska präster i Sverige är sedan 2007 förlagd till institutet.

## Orgel
Kyrkans orgel är byggd 1995 av Robert Gustavssons orgelbyggeri och intonerad av Mats Kjaersgaard. Den har 13 stämmor fördelade på två manualer och pedal.
Den tidigare orgeln byggdes 1980 av Richard Jacoby Orgelverkstad, Stockholm.
| Manual C-g3  | Pedal C-d1 | Koppel  |
| Rörflöjt 8'  | Subbas 16' | Man/Ped |
| Gemshorn 4'  |            |         |
| Principal 2' |            |         |
| Sifflöjt 1'  |            |         |